# DataGrid
O DataGrid foi um projecto fundeado pela União Europeia cujo objectivo é  preparar a nova geração de infra-estructuras de computação para fornecer enorme capacidade de cálculo e análise de dados repartidos pelo mundo principalmente entre a comunidade científica .
Depois de uma revisão final em Março de 2004 pela Comissão Europeia e ao mesmo tempo o fim deste projecto, muitos dos produtos tecnológicos, infra-estructuras, etc. serão incluídos na novo projecto de grelha da UE, o EGEE.
Fizeram parte deste projecto o CERN - CNRS/IN2P3 (Lyon, França) - ESA -  INFN (Bolonha, Itália) - FOM/NIKHEF (Amsterdão, HO) - PPARC/RAL (UK) .
Enquanto a WWW é principalmente dedicada à troca de informações a grelha de cálculo está interessada na troca de capacidade de cálculo, armazenamento de dados e acesso a grandes base de dados. Uma vez ligado à grelha, o utilizador vê-a como um programa informático normal .